# Marquette (Michigan)
Pour les articles homonymes, voir Marquette.
Marquette (prononcé en anglais : [mɑːrˈkɛt]) est une ville américaine située dans le Michigan, dans la péninsule supérieure de l'État, sur la rive du lac Supérieur. Lors du recensement de 2010, sa population s'élève à 21 355 habitants. Elle est le siège du comté de Marquette.

## Histoire
Les terres qui entourent la ville de Marquette étaient connues des missionnaires français et trappeurs canadiens aux XVIIe et XVIIIe siècles. Mais le développement dans la région n'est entrepris qu'en 1844, lorsque William Burt et Jacob Houghton découvrent de riches dépôts de minerai de fer près du lac Teal, à l'ouest de Marquette. En 1845, la Jackson Mining Company est la première entreprise à exploiter les gisements.

## Économie
Marquette est un port important pour le transport du minerai de fer.

## Bâtiments
L'évêque catholique Frederic Baraga repose à l'intérieur de la cathédrale Saint-Pierre qui est le siège du diocèse de Marquette.
On trouve à Marquette le plus grand dôme en bois au monde, le Superior Dome.

## Éducation
La ville abrite l'université du Nord du Michigan.

## Transports
Marquette est desservie par l’aéroport international de Sawyer (Sawyer International Airport ou Marquette County Airport (code AITA : MQT, code OACI : KSAW, code FAA LID : SAW) situé à 17 miles (27 km) au sud du centre d'affaires de Marquette. Cet aéroport assure des vols vers Chicago, Détroit, Milwaukee et Minneapolis.

## Personnalités liées à la ville
- Beverly Matherne (1946-), poétesse américaine

## Jumelages
- Higashiomi (Japon)
- Kajaani (Finlande)

## Galerie

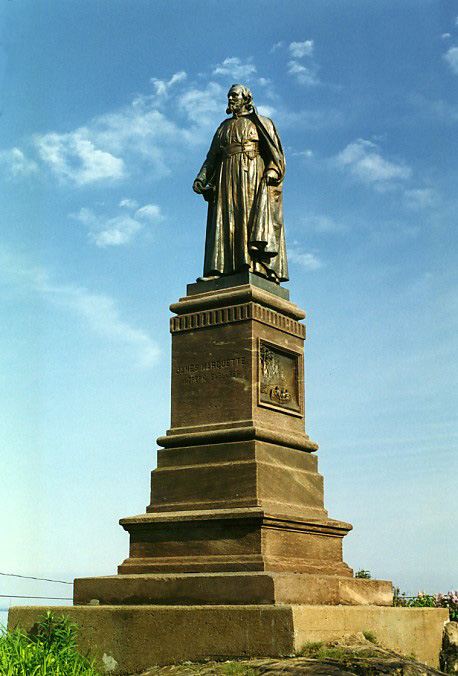
La statue de Jacques Marquette dont le nom est donné à la ville.
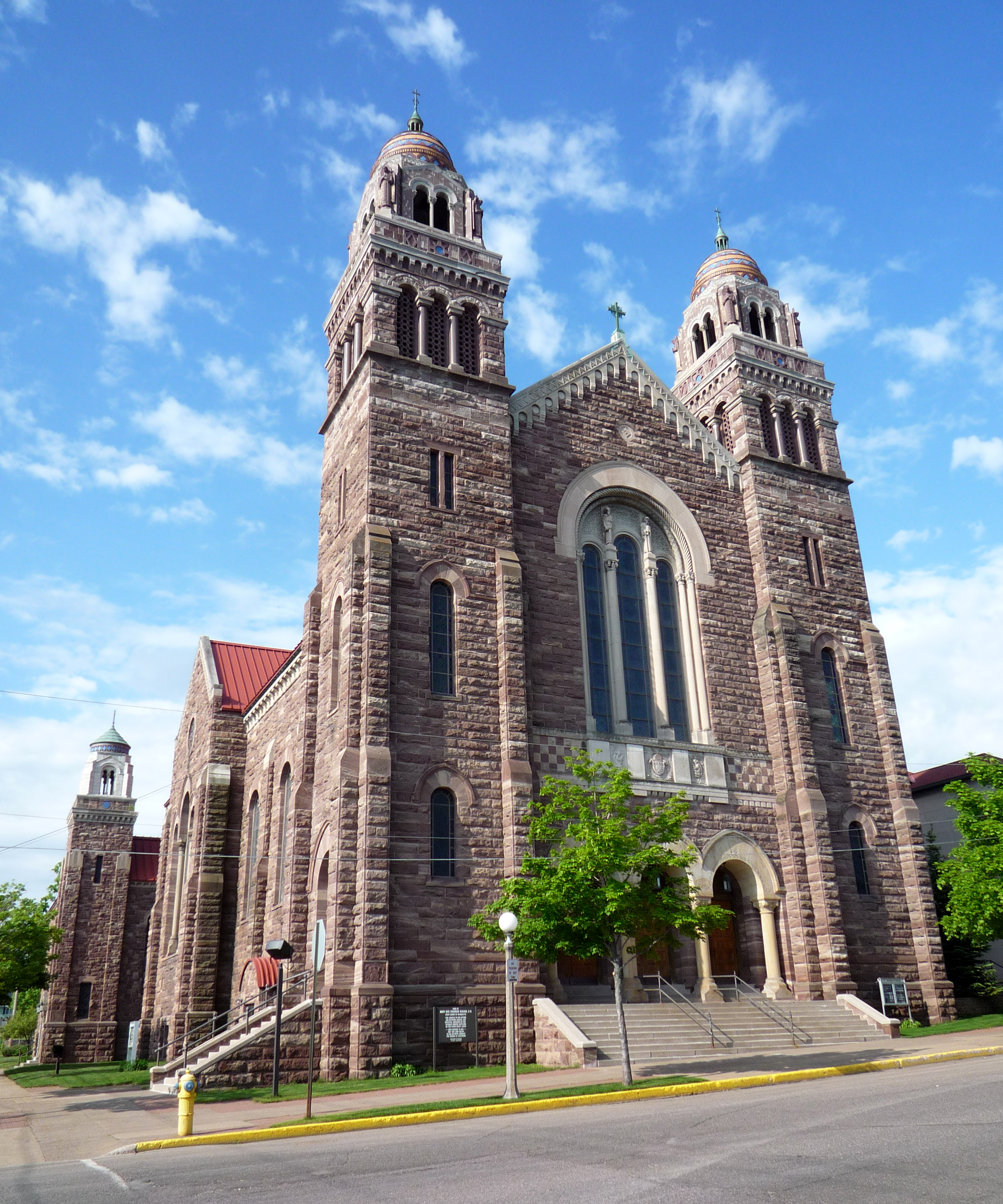
La cathédrale Saint-Pierre.